# Belgisch kampioenschap tijdrijden voor heren elite

De Belgische kampioenentrui

Het Belgisch kampioenschap tijdrijden voor elite is een jaarlijkse tijdrit in België voor renners met Belgische nationaliteit ouder dan 23 jaar en/of lid van een professioneel wielerteam. Er wordt gereden voor de nationale titel. 
De meeste zeges op het Belgisch kampioenschap zijn behaald door  Leif Hoste, Marc Wauters, Kristof Vandewalle en Wout van Aert. Elk behaalden ze driemaal de Belgische driekleur.

## Erelijst
| Jaar | Plaats         | Winnaar               | 2de                | 3de                   |
| 2025 | Brasschaat     | Remco Evenepoel       | Florian Vermeersch | Alec Segaert          |
| 2024 | Binche         | Tim Wellens           | Alec Segaert       | Rune Herregodts       |
| 2023 | Herzele        | Wout van Aert         | Alec Segaert       | Rune Herregodts       |
| 2022 | Gavere         | Remco Evenepoel       | Yves Lampaert      | Victor Campenaerts    |
| 2021 | Ingelmunster   | Yves Lampaert         | Remco Evenepoel    | Victor Campenaerts    |
| 2020 | Koksijde       | Wout van Aert         | Victor Campenaerts | Frederik Frison       |
| 2019 | Middelkerke    | Wout van Aert         | Yves Lampaert      | Remco Evenepoel       |
| 2018 | Anzegem        | Victor Campenaerts    | Thomas De Gendt    | Yves Lampaert         |
| 2017 | Chimay         | Yves Lampaert         | Victor Campenaerts | Ben Hermans           |
| 2016 | Mol            | Victor Campenaerts    | Yves Lampaert      | Ben Hermans           |
| 2015 | Mol-Postel     | Jurgen Van den Broeck | Yves Lampaert      | Kristof Vandewalle    |
| 2014 | Hooglede-Gits  | Kristof Vandewalle    | Tim Wellens        | Pieter Serry          |
| 2013 | Maldegem       | Kristof Vandewalle    | Philippe Gilbert   | Julien Vermote        |
| 2012 | Froidchapelle  | Kristof Vandewalle    | Ben Hermans        | Philippe Gilbert      |
| 2011 | Tervuren       | Philippe Gilbert      | Ben Hermans        | Dominique Cornu       |
| 2010 | Habay-la-Neuve | Stijn Devolder        | Sébastien Rosseler | Leif Hoste            |
| 2009 | Saint-Ghislain | Maxime Monfort        | Sébastien Rosseler | Dominique Cornu       |
| 2008 | Moeskroen      | Stijn Devolder        | Leif Hoste         | Dominique Cornu       |
| 2007 | Maldegem       | Leif Hoste            | Philippe Gilbert   | Jurgen Van den Broeck |
| 2006 | Wachtebeke     | Leif Hoste            | Bert Roesems       | Marc Wauters          |
| 2005 | Halle          | Marc Wauters          | Bert Roesems       | Frank Vandenbroucke   |
| 2004 | Wachtebeke     | Bert Roesems          | Marc Wauters       | Leif Hoste            |
| 2003 | Wachtebeke     | Marc Wauters          | Leif Hoste         | Bert Roesems          |
| 2002 | Geel           | Marc Wauters          | Bert Roesems       | Ludo Dierckxsens      |
| 2001 | Torhout        | Leif Hoste            | Bert Roesems       | Glenn D'Hollander     |
| 2000 | Sint-Niklaas   | Rik Verbrugghe        | Marc Streel        | Leif Hoste            |
| 1999 | Sint-Niklaas   | Marc Streel           | Bert Roesems       | Thierry Marichal      |
| 1998 | niet gereden   | niet gereden          | niet gereden       | niet gereden          |
| 1997 | Brussel        | Marc Streel           | Johan Museeuw      | Bert Roesems          |

In 1997 werd de titel uitgereikt aan de beste Belgische deelnemers van de Grote Prijs Eddy Merckx.

## Meervoudige winnaars
Renners in het cursief gedrukt zijn renners die nu nog actief zijn.
| Overwinningen | Renner             | Jaren              |
| ------------- | ------------------ | ------------------ |
| 3             | Marc Wauters       | 2002 + 2003 + 2005 |
| 3             | Leif Hoste         | 2001 + 2006 + 2007 |
| 3             | Kristof Vandewalle | 2012 + 2013 + 2014 |
| 3             | Wout van Aert      | 2019 + 2020 + 2023 |
| 2             | Marc Streel        | 1997 + 1999        |
| 2             | Stijn Devolder     | 2008 + 2010        |
| 2             | Victor Campenaerts | 2016 + 2018        |
| 2             | Yves Lampaert      | 2017 + 2021        |
| 2             | Remco Evenepoel    | 2022 + 2025        |